# Almira (Washington)
Almira je gradić u američkoj saveznoj državi Washington. Prema popisu stanovništva iz 2010. u njemu je živjelo 284 stanovnika.